# Луций Корнелий Сципион Барбат
Лу́ций Корне́лий Сципио́н Барба́т (лат. Lucius Cornelius Scipio Barbatus; умер после 280 года до н. э.) — римский политический деятель и военачальник из патрицианского рода Корнелиев Сципионов, консул 298 года до н. э., прадед Публия Корнелия Сципиона Африканского. Участвовал в ряде войн с этрусками, галлами и самнитами. Вершиной его карьеры в 280 году до н. э. стала цензура.

## Происхождение
Луций Корнелий принадлежал к знатному и разветвлённому патрицианскому роду Корнелиев. Когномен «Сципион» (Scipio) античные писатели считали происшедшим от слова «посох»: по словам Макробия, «Корнелий, который [своего] тёзку — отца, лишённого зрения, направлял вместо посоха, был прозван "Сципионом" и передал это имя потомкам». Самого раннего носителя этого когномена звали Публий Корнелий Сципион Малугинский. Отсюда делается предположение, что Корнелии Сципионы были ветвью Корнелиев Малугинских.
Капитолийские фасты называют преномен отца Сципиона Барбата — Гней. Больше о предках Луция Корнелия ничего достоверно не известно. Высказывалась гипотеза, что Луций мог быть внуком консула 350 года до н. э. того же имени и правнуком Публия Корнелия Сципиона, военного трибуна с консульской властью в 395 и 394 годах до н. э.
Агномен «Барбат» («бородатый») упоминается только в элогиях самого Луция Корнелия и его сыновей. Другие источники называют консула 298 года до н. э. просто Луций Корнелий Сципион.

## Биография

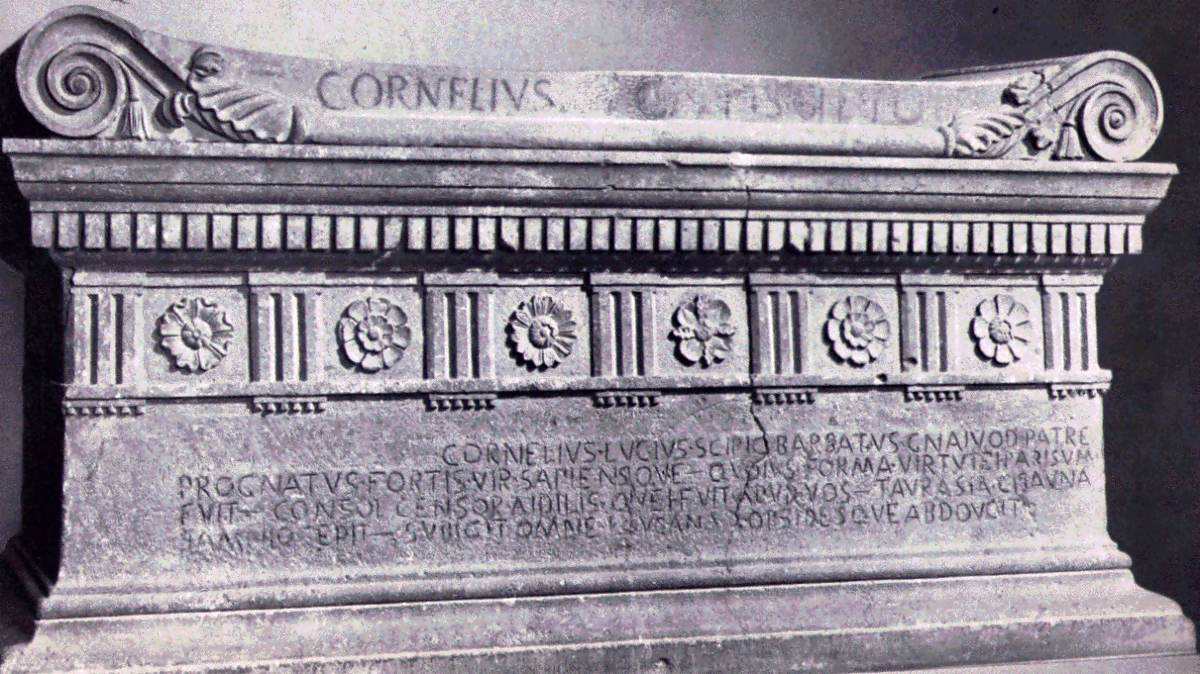
Саркофаг Луция Корнелия Сципиона Барбата

Из элогия Сципиона Барбата известно, что он занимал должность курульного эдила. Это датируют предположительно 302 или 301 годом до н. э. В 298 году до н. э. Луций стал консулом совместно с плебеем Гнеем Фульвием Максимом Центумалом. Именно в этот год началась Третья Самнитская война, в которой Риму пришлось бороться, помимо самнитов, с галлами и этрусками. По жребию Сципиону досталось ведение войны в Этрурии; Луций сразился с врагом при Волатерре (бой не имел какого-то определённого исхода, но противник римлян ночью покинул лагерь) и разграбил земли фалисков.
В следующем году Сципион был легатом в армии консула Квинта Фабия Максима Руллиана. В битве при Тиферне он с гастатами первого легиона зашёл в тыл самнитам, те приняли его части за армию второго консула и обратились в бегство.
В 295 году до н. э. Луций снова воевал под командованием Квинта Фабия, на этот раз в Этрурии. Консул оставил его в качестве пропретора командовать вторым легионом на время своей поездки в Рим. Ещё до возвращения Фабия римский лагерь осадили галлы. Согласно одним источникам, Луций Корнелий попытался занять более выгодную позицию на холме между лагерем и Клузием, но его легион попал в окружение и был полностью уничтожен; согласно другим, разбит был только небольшой отряд, отправившийся за продовольствием, а Сципион предпринял удачную вылазку, в которой отбил у противника его добычу.
В любом случае Сципион уцелел. В решающей битве при Сентине он вместе с Гаем Марцием привёл подкрепление на терпевшее поражение от галлов левое крыло римской армии. Легатам удалось стабилизировать ситуацию и продержаться до тех пор, пока кампанская конница не ударила галлам в тыл.
В 293 году до н. э. Сципион был легатом в армии консула Луция Папирия Курсора. В сражении с самнитами при Аквилонии он командовал пехотой левого крыла. После разгрома врага Сципион, развивая успех, занял стены Бовиана и дождался подхода основных сил, благодаря чему город был быстро взят.
В 280 году до н. э. Сципион стал цензором совместно с Гнеем Домицием Кальвином Максимом, первым плебеем на этой должности. Во время их цензуры было насчитано 287 222 гражданина.
Луций Корнелий стал первым, кого похоронили в гробнице Сципионов на Аппиевой дороге. Его саркофаг в своём внешнем облике имел общие черты с греческим храмом, и историки видят в этом свидетельство того, что Сципионы одними из первых в Риме попали в орбиту культурного влияния Эллады.

## Потомки
Сыновьями Луция Корнелия были Гней Корнелий Сципион Азина (консул 260 и 254 годов до н. э.) и Луций Корнелий Сципион, консул 259 года до н. э. и дед Сципиона Африканского.